# پرستن (آیووا)
پرستن (به انگلیسی: Preston) شهری در ایالت آیووا کشور ایالات متحده آمریکا است که جمعیت آن در سرشماری سال ۲۰۱۰ میلادی، ۱٬۰۱۲ نفر بوده‌است.